# نظام فنجولد الغذائي
النظام الغذائي فنغولد (Feinglod) هو  عبارة عن حمية استبعاد (وهو إجراء تشخيصي يُستخدم لتحديد الأغذية التي لا يستطيع الفرد استهلاكها دون آثار سلبية). وُضع في البداية على يد الدكتور فنغولد الذي اتبع البحوث المجراة في فترة السبعينيات، وقد ظهرت ترابط بين كلٍ من المضافات الغذائية مع فرط النشاط. ومن خلال القضاء على هذه المضافات والأطعمة المختلفة يُفترض أن يؤدي النظام الغذائي إلى تخفيف الحالة.
قد كان يُشار إلى أن هذا النظام الغذائي «علاج لا فائدة منه» ولا يوجد أي دليل جيد على أنه فعال ومن الصعب على الناس اتباعه.

## التقنية
يقوم هذا النظام الغذائي  في الأصل على القضاء على حمض الساليسيليك  وملونات الطعام الاصطناعية والنكهات الاصطناعية؛  ثم في 1970 تم التخلص من المواد الحافظة بوتيل هيدروكسي الأنيسول وبوتيل هيدروكسي تولوين  وtert-Butylhydroquinone. وأيضًا تم القضاء على الطعام المزود بالاسبرين أو المضافات التي تحتوي على المخدرات  ومستلزات المرحاض وذلك لتجنبها. وفي الوقت الحالي ينصح الآباء بالحد من شراء غسول الفم، معجون الأسنان، قطرات السعال، العطور وغيره من المنتجات غير الغذائية المختلفة التي نشرت في قائمة "Feingold" السنوية القائمة على الغذاء ودليل التسوق. بعض الإصدارات من النظام الغذائي تحظر فقط تلوين المواد الغذائية الاصطناعية والمضافات. ووفقًا للكلية الملكية للأطباء النفسيين 2014، حظر النظام الغذائي عددًا من الأطعمة التي تحتوي على حمض الساليسيليك وبما في ذلك التفاح والخيار والطماطم.
وأكد فنغولد أنه يجب اتباع النظام الغذائي  طوال العمر وبشكل صارم، وعلى الأسر بأكملها—وليس فقط الشخص الذي يجري معالجته—تنفيذ قواعد النظام الغذائي.

## الفعالية
على الرغم من أن ذلك النظام الغذائي كانت لديه جاذبية شعبية معينة، إلا أن التحليل  لعام 1983 وجد أن البحث عنه كان ذي نوعية رديئة، وأنه بشكل عام لم يكن هناك دليل جيد على أنه كان فعالًا في تحقيق مطالبه.
على غرار الأنظمة الغذائية الأخرى، يمكن أن يكون نظام فنغولد غاليًا ومملًا ويصعب على الناس الحفاظ عليه.
اعتبارًا من عام 2013، لم يوجد أي دليل يؤكد على أن  تلوين الطعام يؤدي إلى عدم تحمل الطعام والسلوك الشبيه بفرط الحركة عند الأطفال. ومن الممكن أن يكون بعض تلوين الطعام بمثابة محفز لدى أولئك الذين لديهم استعداد جيني، ولكن الأدلة ضعيفة.

## الاستقبال
على مدى عقود، كان برنامج فنغولد  يتطلب تغييرًا كبيرًا في نمط الحياة العائلية لأن العائلات كانت تقتصر على مجموعة محدودة من الأطعمة. كانت هذه الأطعمة باهظة الثمن في بعض الأحيان أو كان يجب إعدادها «من الصفر»، مما أدى إلى زيادة مقدار الوقت والجهد الذي يجب على الأسرة وضعه لإعداد وجبة الطعام. مع تزايد أعداد الأغذية التي تحتوي على المواد المضافة المخالفة والمتاحة في محلات السوبر ماركت في الأحياء، تناقص حجم هذه المشكلة.
و في الأسابيع اللأولى من البرنامج تم التخلص من بعض الفواكه وبعض الخضروات، ولكن يتم استبدالها بأخرى. في كثير من الأحيان، يمكن إرجاع بعض أو كل من هذه العناصر إلى النظام الغذائي، بمجرد تحديد مستوى التفاوت المسموح به.

## التاريخ
كان فنغولد رئيسًا لطب الأطفال في مستشفى أرز لبنان في لوس أنجلوس، كاليفورنيا حتى عام 1951، وعندما أصبح رئيسًا للحساسية في مركز كايزر للطبابة الدائمة في سان فرانسيسكو واصل عمله مع الأطفال والبالغين الذين يعانون من فرط النشاط والحساسية وذلك حتى وفاته عن عمر يناهز 82 عامًا في عام 1982.
منذ أربعينيات القرن العشرين ناقش الباحثون في جميع أنحاء العالم تفاعلات الأسبرين المتصالبة (وهي مادة ساليسيلات شائعة) وترترازين (وهي مادة لونها أصفر تلون بها الأطعمة) وافترض الدكتور ستيفن لوكى في عيادة مايو وبعد ذلك فنغولد في كايزر«أن القضاء على كل من الساليسيلات والمضافات الغذائية الاصطناعية من الوجبات الغذائية للمرضى ليس فقط القضاء على ردود الفعل من نوع الحساسية مثل الربو والاكزيما وخلايا النحل ولكن أيضا  التغيرات السلوكية الظاهرة على بعض مرضاهم».
قدم فنغولد النتائج التي توصل إليها في المؤتمر السنوي للجمعية الطبية الأمريكية في يونيو 1973  وقد أدى ذلك إلى إجراء دراسة تقاطعية مزدوجة قائمة على جهل أفراد التجربة بموضوعها نُشرت في عدد أغسطس 1976 من جريدة Pediatrics.
نُظم مؤتمر لمدة أسبوعين في يناير 1975،  في جزيرة غلين كوف. وقد أُنشئت «اللجنة الاستشارية الوطنية» على يد المشاركين في المؤتمر. نشرت اللجنة تقريرها الأولي على نطاق واسع الذي يمكن تلخيصه في أنه «لا توجد دراسات محكمة تظهر أن فرط الحركة مرتبط بإنتاج المضافات الغذائية».